# Century 8000
Century 8000 bezeichnet einen Mehrzweck-Schwergutschiffstyp, von dem zwischen 1999 und 2007 13 Einheiten gebaut wurden.

## Geschichte
Die Schiffe des Typs wurden in zwei Lots mit sieben bzw. fünf Einheiten auf der portugiesischen Werft Estaleiros Navais de Viana do Castelo für die Reederei Jüngerhans gebaut. Alle Schiffe wurden in Charter der US-amerikanischen Reederei Intermarine in Fahrt gesetzt. Sie bildeten dort den Typ C-Class 400 für die Schiffe des ersten Lots und D-Class 500 für die Schiffe des zweiten Lots. Die Schiffe wurden später überwiegend von anderen Reedereien beschäftigt. Die bei Intermarine verbliebenen Schiffe des ersten Lots wurden bei Intermarine als Typ 8K-400, die in Charter der Reederei BBC Chartering fahrenden Schiffe des zweiten Lots dort als Typ BBC-8K-500A zusammengefasst.

## Beschreibung
Die Schiffe werden von einem Viertakt-Sechszylinder-Dieselmotor des Motorenherstellers Caterpillar (Typ: MaK 6M43) mit 5400 kW Leistung angetrieben. Der Motor wirkt über ein Untersetzungsgetriebe auf einen Verstellpropeller. Die Schiffe sind mit einem elektrisch mit 450 kW Leistung angetriebenen Bugstrahlruder ausgerüstet.
Für die Stromerzeugung stehen ein von der Hauptmaschine angetriebener Wellengenerator sowie zwei von Mitsubishi-Dieselmotoren (Typ: S6A3-MPTK) angetriebene Generatoren zur Verfügung. Weiterhin wurde ein von einem Mitsubishi-Dieselmotor (Typ: S6A3-MPTA) angetriebener Notgenerator verbaut.
Die Schiffe mit zwei Schwergutkranen verfügen über einen kastenförmigen Laderaum, der in drei Abschnitte unterteilt ist, die im Unterraum unterschiedlich hoch sind. Der Laderaum ist 72,3 m lang und 15,75 m breit. Im vorderen Bereich ist der Laderaum auf den vorderen 6,5 m nur 10,4 m im Oberraum bzw. 5,2 m im Unterraum breit. An den Kranpositionen ist die Lukenöffnung auf einer Länge von 4 m 14,4 m breit. Der Laderaum ist im vorderen und hinteren Bereich jeweils 9,7 m und im mittleren Bereich 12,2 m hoch. An den Kranpositionen ist der Laderaum jeweils 5,4 m hoch. Die Kapazität des Laderaums beträgt rund 11.000 m³.
Der Laderaum kann mit Zwischendecks in der Höhe unterteilt werden. Die Zwischendecks können im vorderen Bereich des Laderaums in einer Höhe, im mittleren Bereich in drei Höhen und im hinteren Bereich in zwei Höhen eingehängt werden. Der Laderaum ist mit Stapellukendeckeln verschlossen.
Die Tankdecke kann bei den Schiffen des ersten Lots im vorderen und hinteren Bereich des Laderaums mit 11 t/m² und im mittleren Bereich des Laderaums mit 15 t/m² belastet werden. Bei den Schiffen des zweiten Lots kann die Tankdecke mit 15 t/m² belastet werden. Die Zwischendecks können mit 3,5 t/m² und die Lukendeckel mit 2,5 t/m² belastet werden.
Die beiden Schwergutkrane der Schiffe sind auf der Backbordseite angeordnet. Die Krankapazitäten unterscheiden sich bei den beiden Lots. Die Schiffe des ersten Lots sind mit Kranen mit einer Kapazität von jeweils 200 t und die des zweiten Lots mit Kranen mit einer Kapazität von 250 t ausgestattet. Die Krane können im Kombibetrieb jeweils 400 bzw. 500 t heben.
Die Schiffe sind für den Transport von Containern vorbereitet. Die Containerkapazität ist bei den Reedereien teilweise leicht abweichend mit 506 bzw. 516 TEU beschrieben. Bei homogener Beladung mit 14 t schweren Containern beträgt die Containerkapazität rund 350 TEU. Für Kühlcontainer stehen 80 Stromanschlüsse zur Verfügung.
Das Deckshaus befindet sich im hinteren Bereich der Schiffe. Hinter dem Deckshaus ist auf der Backbordseite ein Freifallrettungsboot installiert.

## Schiffe
| Century 8000 | Century 8000 | Century 8000 | Century 8000                                     | Century 8000 |
| Bauname      | Bau- nummer  | IMO- Nummer  | Kiellegung Stapellauf Ablieferung                | Umbenennungen und Verbleib |
| ------------ | ------------ | ------------ | ------------------------------------------------ | --- |
| Diana J      | 217          | 9213935      | 17. November 1999 28. Februar 2000 27. Mai 2000  | 2000 Industrial Challenger, 2005 Ocean Atlas, 2013 Industrial Challenger, 2018 Zea Challenger, 2020 Challenger, 2022 Industrial Challenger |
| Harun J      | 218          | 9213947      | 1. März 2000 28. Mai 2000 9. August 2000         | 2000 Industrial Chief, 2000 Ocean Titan, 2014 Industrial Chief, 2017 Orient Pluto, 2023 Fatima V                                           |
| Virgo J      | 219          | 9213959      | 29. Mai 2000 10. August 2000 13. November 2000   | 2000 Industrial Charger, 2009 Ocean Charger, 2015 Industrial Charger, 2019 Zea Charger, 2020 Charger, 2022 Industrial Charger              |
| Ursa J       | 220          | 9213961      | 18. Juli 2000 28. Oktober 2000 28. Dezember 2000 | 2001 Industrial Champ, 2015 BBC Ursa, 2020 Dagat Mas                                                                                       |
| Lyra J       | 221          | 9228617      | 31. Oktober 2000 10. Februar 2001 18. April 2001 | 2001 Industrial Comet, 2005 Industrial Cape, 2013 BBC Ningaloo, 2014 Lyra J, 2025 Industrial Cape, 2019 BBC Cape, 2021 River Mas           |
| Luna J       | 222          | 9253260      | 12. Februar 2001 10. Juni 2001 7. August 2001    | 2001 Industrial Century, 2019 BBC Century, 2021 Century, 2021 Century Mas                                                                  |
| Pollux J     | 223          | 9258193      | 13. Februar 2002 20. Mai 2002 27. Juni 2002      | 2002 Industrial Crescent, 2010 Ocean Crescent, 2019 Industrial Crescent, 2021 Al Salmy 7, 2022 SCL Mercury                                 |
| Henricus J   | 228          | 9360192      | 24. April 2007 4. August 2007 12. Oktober 2007   | 2007 Industrial Dolphin, 2013 BBC Tasmania, 2014 Henricus J, 2016 Industrial Dolphin, 2019 BBC Dolphin                                     |
| Johann J     | 229          | 9360207      | 25. Juli 2007 10. November 2007 9. Januar 2008   | 2008 Industrial Dart, 2019 BBC Dart |
| Aquila J     | 230          | 9347827      | 14. Oktober 2005 30. März 2006 28. Juli 2006     | 2006 Industrial Diamond, 2013 BBC Victoria, 2014 Aquila J, 2016 Industrial Diamond, 2019 BBC Diamond                                       |
| Drago J      | 231          | 9347839      | 22. März 2006 24. Juni 2006 1. November 2006     | 2006 Industrial Destiny, 2013 BBC Queensland, 2014 Drago J, 2016 Industrial Destiny, 2019 BBC Destiny                                      |
| Orion J      | 232          | 9347841      | 27. Juni 2006 10. Oktober 2006 4. Januar 2007    | 2007 Industrial Dawn, 2015 BBC Orion |
| Vela J       | 233          | 9347853      | 11. Oktober 2006 14. März 2007 26. April 20007   | 2007 Industrial Dream, 2015 BBC Vela, 2019 BBC Direction                                                                                   |

## Sonstiges
Auf der Werft Estaleiros Navais de Viana do Castelo wurde 2007 unter der Baunummer 210 ein auf dem Century-8000-Entwurf basierendes Mehrzweckschiff für die portugiesische Reederei Mutualista Açoreana de Transportes Marítimos gebaut. Die Kiellegung des Schiffes fand am 23. Januar 2007, der Stapellauf am 15. Mai 2007 statt. Die Fertigstellung des Schiffes erfolgte am 21. Juli 2007. Das Schiff mit der IMO-Nummer 9381275 wurde als Corvo in Dienst gestellt und ersetzte bei der Reederei die Açor B. Das nach der kleinsten bewohnten Insel der Azoren benannte Schiff verkehrt im Liniendienst von Leixões und Lissabon zu den Azoreninseln São Miguel, Terceira, Faial, São Jorge und Pico. Jede zweite Rundreise werden auch die Inseln Flores, Graciosa und Santa Maria angelaufen.
Bei identischem Rumpfdesign ist das Schiff im Vergleich zu den Schiffen des Century-8000-Typs etwas anders konfiguriert. Es verfügt über vier Laderäume und ist in erster Linie für den Containertransport vorgesehen. Die Containerkapazität ist mit 620 TEU angegeben. Bei homogener Beladung mit 14 t schweren Containern können 410 TEU geladen werden. Für den Ladungsumschlag stehen zwei Krane zur Verfügung, die jeweils 45 t heben können. Für die An- und Ablegemanöver in den kleinen Häfen der Azoreninseln verfügt die Corvo über zwei Bugstrahlruder mit einer Leistung von 450 kW und 400 kW.